# 御野場
御野場（おのば）は、秋田県秋田市にある地域名。郵便番号は010-1424他。御野場一丁目から八丁目、御野場新町一丁目から五丁目で構成される。

## 地理
秋田市南部に位置する。ほぼ全域が住宅地で、北から西にかけて仁井田、南から東にかけて四ツ小屋に挟まれている。北端に国道13号と秋田県道9号秋田雄和本荘線が通り、仁井田から四ツ小屋に抜けるように秋田県道61号秋田御所野雄和線が通っている。御野場と御野場新町の間には、雄物川の旧流域古川がある。

## 歴史

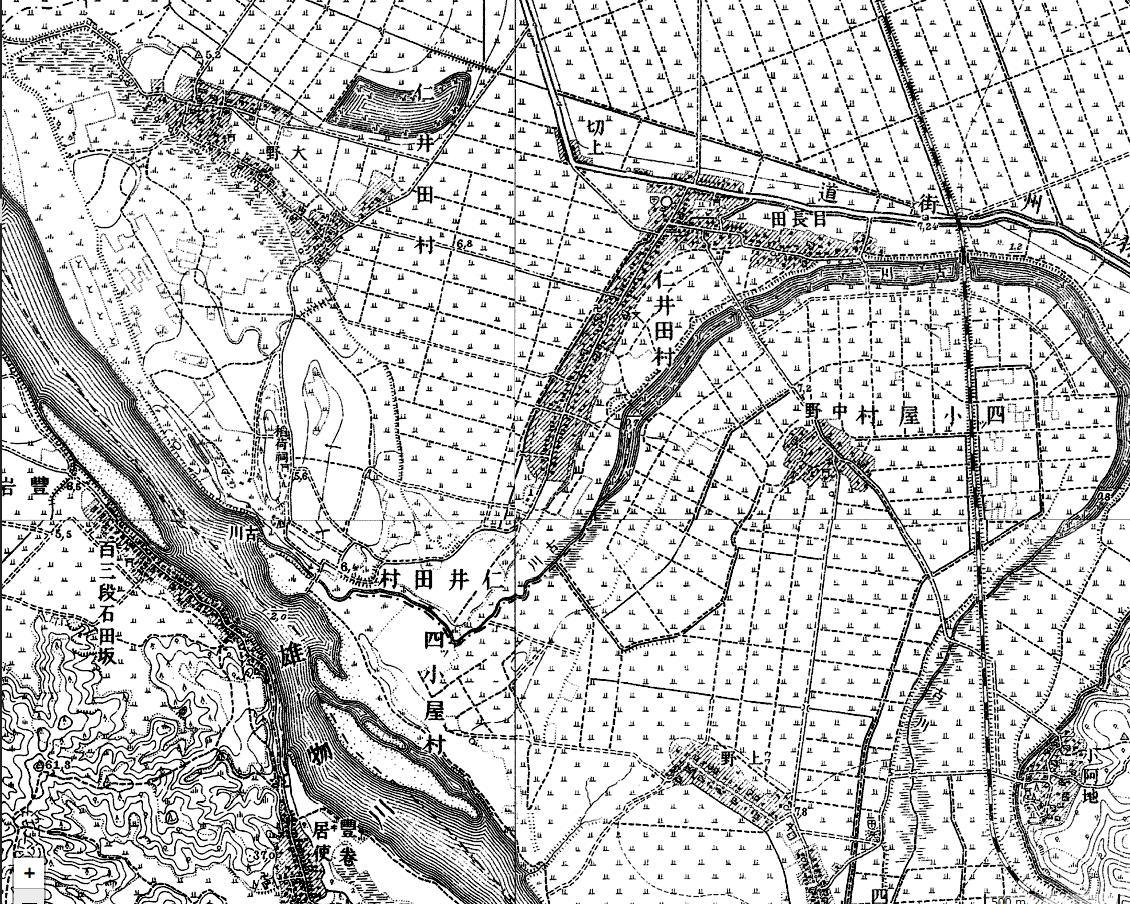
1912年の御野場

出羽国豊島郡四ツ小屋村、仁井田村の一部として成立。
- 1954年（昭和29年）10月1日 - 四ツ小屋村・仁井田村が南秋田郡太平村・外旭川村・飯島村・下新城村・上新城村、河辺郡浜田村・豊岩村・上北手村・下北手村、由利郡下浜村とともに秋田市へ編入。
- 1978年（昭和53年）6月 - 御野場病院が開院。
- 1988年（昭和63年）10月1日 - 住居表示実施に伴い四ツ小屋・仁井田の一部地域が御野場となり独立する。
- 1992年（平成4年）4月 - 秋田市消防本部秋田南消防署が開設。
- 1994年（平成6年）10月1日 - 住居表示実施に伴い仁井田の一部地域が御野場新町となり独立する。
- 2014年（平成26年）5月12日 - 御野場地域センター・南地区コミュニティセンターが廃止、跡地に秋田市南部市民サービスセンターが開館[3]。

### 町名の変遷
以下はすべて住居表示実施に伴う変更。
| 実施後           | 実施年月日      | 実施前（各字名ともその一部）             |
| ---------------- | --------------- | ---------------------------------------- |
| 御野場一丁目     | 昭和63年10月1日 | 四ツ小屋字中川原 よつごや あざなかかわら |
| 御野場一丁目     | 昭和63年10月1日 | 四ツ小屋字船場前 よつごや あざふなばまえ |
| 御野場二丁目     | 昭和63年10月1日 | 四ツ小屋字中川原 よつごや あざなかかわら |
| 御野場二丁目     | 昭和63年10月1日 | 四ツ小屋字船場前 よつごや あざふなばまえ |
| 御野場二丁目     | 平成5年10月1日  | 四ツ小屋字船場前 よつごや あざふなばまえ |
| 御野場三丁目     | 昭和63年10月1日 | 四ツ小屋字中川原 よつごや あざなかかわら |
| 御野場四丁目     | 昭和63年10月1日 | 四ツ小屋字中川原 よつごや あざなかかわら |
| 御野場四丁目     | 昭和63年10月1日 | 四ツ小屋字船場前 よつごや あざふなばまえ |
| 御野場五丁目     | 昭和63年10月1日 | 四ツ小屋字中川原 よつごや あざなかかわら |
| 御野場六丁目     | 昭和63年10月1日 | 四ツ小屋字中川原 よつごや あざなかかわら |
| 御野場六丁目     | 昭和63年10月1日 | 四ツ小屋字中山 よつごや あざなかやま     |
| 御野場六丁目     | 昭和63年10月1日 | 四ツ小屋字船場前 よつごや あざふなばまえ |
| 御野場七丁目     | 昭和63年10月1日 | 仁井田字下久保 にいだ あざしたくぼ       |
| 御野場七丁目     | 昭和63年10月1日 | 四ツ小屋字中山 よつごや あざなかやま     |
| 御野場七丁目     | 昭和63年10月1日 | 四ツ小屋字船場前 よつごや あざふなばまえ |
| 御野場八丁目     | 昭和63年10月1日 | 四ツ小屋字中川原 よつごや あざなかかわら |
| 御野場八丁目     | 昭和63年10月1日 | 四ツ小屋字中山 よつごや あざなかやま     |
| 御野場新町一丁目 | 平成6年10月1日  | 仁井田字下新田 にいだ あざしもしんでん   |
| 御野場新町一丁目 | 平成6年10月1日  | 仁井田字新中島 にいだ あざしんなかじま   |
| 御野場新町一丁目 | 平成6年10月1日  | 仁井田字中新田 にいだ あざなかしんでん   |
| 御野場新町二丁目 | 平成6年10月1日  | 仁井田字下新田 にいだ あざしもしんでん   |
| 御野場新町三丁目 | 平成6年10月1日  | 仁井田字下新田 にいだ あざしもしんでん   |
| 御野場新町三丁目 | 平成6年10月1日  | 仁井田字新中島 にいだ あざしんなかじま   |
| 御野場新町四丁目 | 平成6年10月1日  | 仁井田字下新田 にいだ あざしもしんでん   |
| 御野場新町四丁目 | 平成6年10月1日  | 仁井田字柳林 にいだ あざやなぎばやし     |
| 御野場新町五丁目 | 平成6年10月1日  | 仁井田字下久保 にいだ あざしたくぼ       |
| 御野場新町五丁目 | 平成6年10月1日  | 仁井田字柳林 にいだ あざやなぎばやし     |

## 施設
- 御野場病院

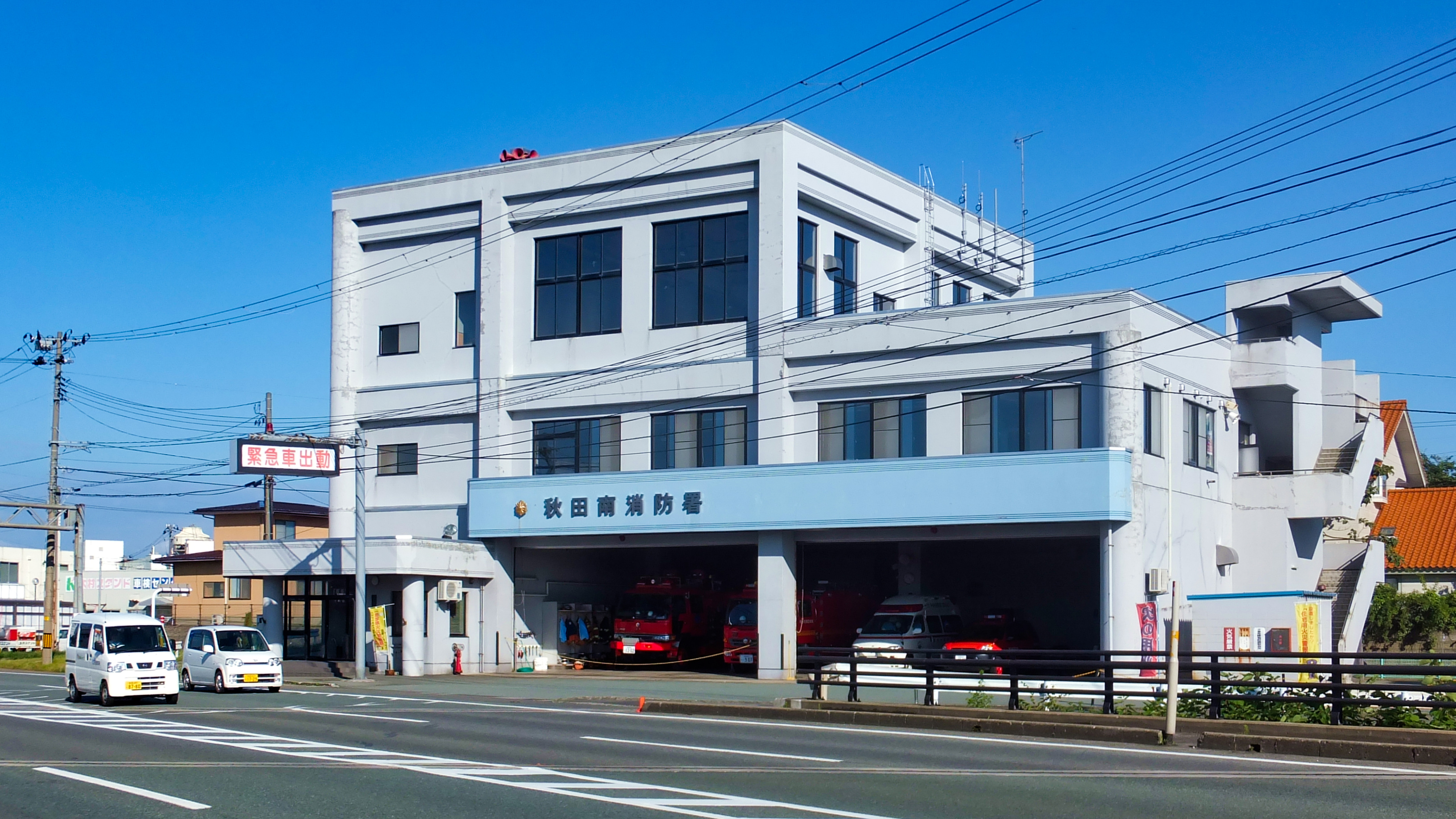
秋田市消防本部秋田南消防署
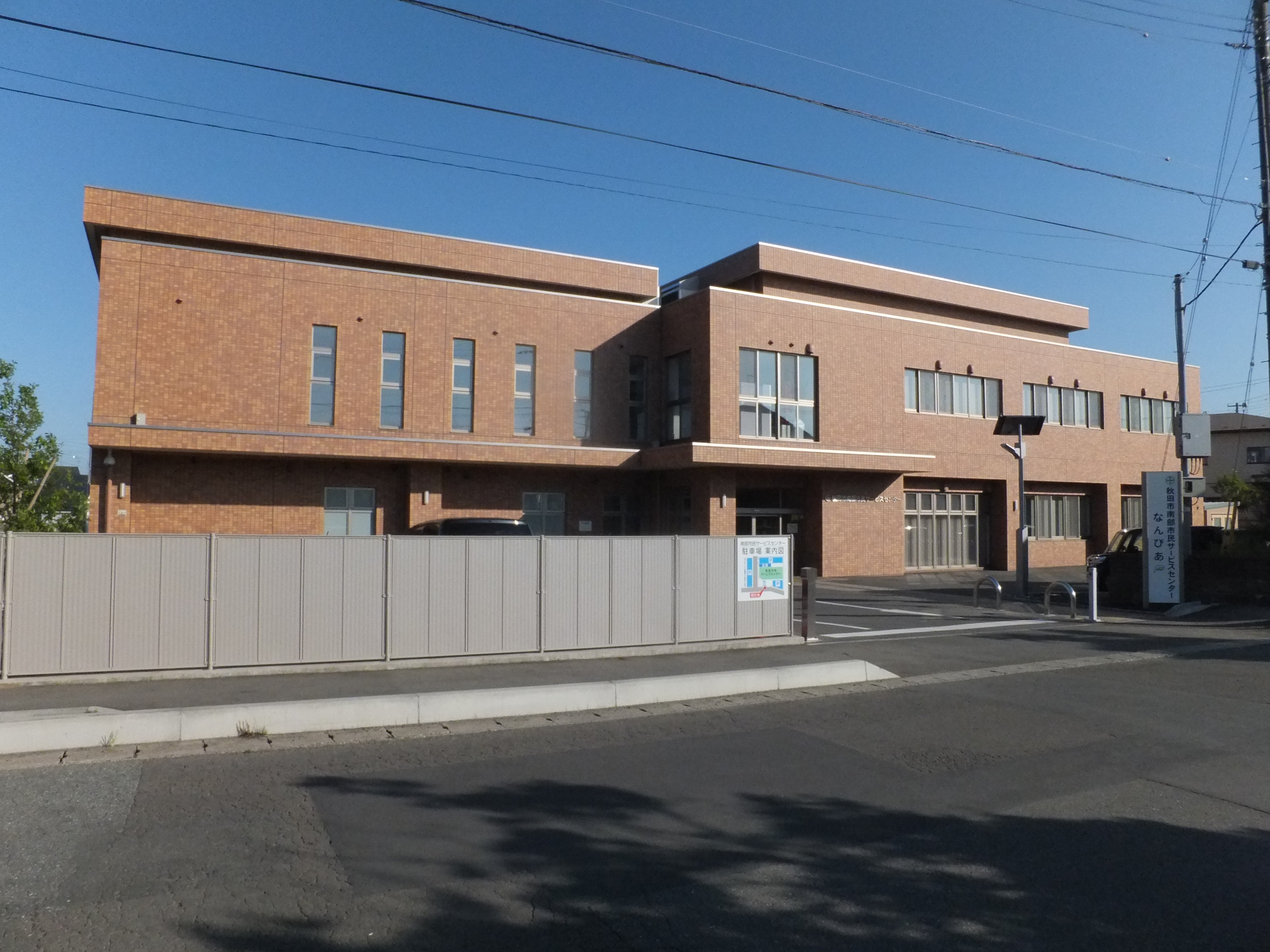
秋田市南部市民サービスセンター
- 秋田ダイドー
- ビフレ御野場店
- 秋田魁新報御野場販売所
- 御野場中央街区公園
- 御野場南部街区公園
- 御野場第四街区公園

- 秋田南消防署
- 秋田市南部市民サービスセンター

## 教育
当地内に小中学校はない。小学校学区は御野場一丁目から八丁目は秋田市立四ツ小屋小学校、御野場新町一丁目から五丁目は秋田市立仁井田小学校の学区となっている。中学校学区は全域が秋田市立御野場中学校(仁井田)の学区となっている。

## 交通

### 鉄道
地区内に鉄道は通っていない。最寄り駅は四ツ小屋小阿地字柳林にあるJR東日本奥羽本線の四ツ小屋駅。

### バス
- 秋田中央交通
  - 系統510｜仁井田御所野線（県庁市役所前経由）
  - 系統511｜仁井田御所野線（長崎屋バスターミナル経由）
    - （仁井田本町五丁目） - ニュータウン御野場 - ケヤキ通り - 御野場団地 - （上野入口）

  - 系統524｜牛島経由御野場団地線
  - 系統540｜柳原経由御野場団地線 - 平日のみ
    - 下り｜（仁井田中丁） - 御野場団地入口 - 御野場病院前 - 御野場幼稚園前 - 公営住宅前 - 御野場西口 - 御野場団地
    - 上り｜御野場団地 - 御野場南口 - 児童公園前 - 御野場大通り - 南部サービスセンター前 - 御野場団地入口 - （仁井田中丁）

  - 系統542｜秋田高校線 - 平日のみ
    - 下り｜（仁井田中丁） - 御野場団地入口 - 御野場病院前 - 御野場幼稚園前 - 公営住宅前 - 御野場西口 - 御野場団地 - （上野入口）
    - 上り｜（上野入口） - 御野場南口 - 児童公園前 - 御野場大通り - 南部サービスセンター前 - 御野場団地入口 - （仁井田中丁）

### 道路
- 国道13号
- 秋田県道9号秋田雄和本荘線
- 秋田県道61号秋田御所野雄和線
- 秋田市道豊岩仁井田線

## 著名出身者
- 鈴木麻里 (女優)